# Breda-SAFAT
Breda-SAFAT — итальянский авиационный пулемёт, состоявший на вооружении Итальянских Королевских ВВС во время Гражданской войны в Испании и во Второй мировой войне. Разработан в 1935 году фирмой Breda, производился фирмой SAFAT (итал. Società Anonima Fabbrica Armi Torino).

## История создания
В 1930-х годах фирмам Breda и SAFAT (на тот момент — подразделение FIAT) была поручена разработка нового пулемёта для вооружения самолётов итальянских ВВС. Предложенный фирмой Breda образец (устройство которого было вариацией на тему американского M2 под итальянские боеприпасы) показался военным более предпочтительным (в частности, из-за меньшего на 5 кг веса). FIAT пытался оспорить решение, но проиграл и в результате был вынужден продать свой филиал конкуренту, что привело к образованию новой фирмы — Breda-SAFAT.
Военные желали получить пулемёт, равный или превосходящий аналогичные образцы оружия других стран, однако выбор слабого патрона привёл к куда более низкой начальной скорости пули. Среди прочих недостатков системы был больший в сравнении с аналогами вес, низкая скорострельность и малая эффективность фугасных (а равно и остальных) патронов. Интересной особенностью 7,7-мм пулемёта была возможность использования британских .303 патронов, снаряженных куда более мощным взрывчатым веществом.

## Боевое применение
Пулемёт Breda-SAFAT устанавливался на большинстве итальянских истребителей и бомбардировщиков того периода. Так, например, Fiat CR42, Fiat G.50, Macchi M.C.200, Macchi C.202 и Re.2000 имели 2 синхронизированных 12,7-мм пулемёта, Macchi C.202 дополнительно 2 крыльевых 7,7-мм. Это вооружение уже в первые годы войны оказалось недостаточным, что привело к принятию на вооружение итальянскими ВВС немецкой 20-мм пушки MG 151/20, которую затем получили самолёты новых типов — Macchi C.205, Fiat G.55 и Reggiane Re.2005 в дополнение к двум 12,7-мм синхронизированным пулемётам.
На бомбардировщиках и транспортных самолётах Breda-SAFAT обычно устанавливались в одиночных (Tipo A2) или спаренных (Tipo D) установках, управляемых вручную, либо в дистанционно управляемых спаренных установках (Tipo E и Tipo Z), в выдвижной «люльке» (Tipo G9) и др. Турельные установки применялись и во флоте − на торпедных катерах.
Многие из произведённых пулемётов Breda-SAFAT были переделаны в пехотный вариант, а также для зенитной стрельбы, и в качестве резервного вооружения ПВО находились на складах до 1970-х годов.
Незначительное количество 12,7-мм пулемётов было установлено на танкетки C.V.3. Также после Второй Мировой войны турели с пулемётом этого типа были установлены на самоходные установки StuG III сирийской армии, полученные из Чехословакии.

## Варианты
- Breda-SAFAT da 7,7 mm под патрон 7,7×56 мм R;
- Breda-SAFAT da 12,7 mm под патрон 12,7×81 мм SR Breda.